# Guido Heym
Guido Heym, né le 1er mai 1882 à Suhl et tué le 5 avril 1945 en forêt de Webicht (de), est un homme politique et résistant allemand.

## Biographie
Fils d'un ouvrier issu d'« une vieille famille socialiste de Suhl », Guido Helm devient ajusteur-outilleur de profession et se syndique à la Fédération allemande des travailleurs de la métallurgie à l'âge de 15 ans,. En 1901 il adhère au Parti social-démocrate d'Allemagne (SPD), et en 1913 il devient le responsable de la librairie locale du parti. Il est soldat engagé volontaire durant la Première Guerre mondiale.
De 1919 à 1920 il est député au parlement provincial de la province de Saxe au sein de l'État libre de Prusse dans la jeune république de Weimar. En 1920 il adhère au jeune Parti communiste d'Allemagne (KPD) et devient le rédacteur en chef du journal du parti à Suhl, le Volkswille. Il devient président du parti à Suhl et président du conseil municipal de la ville, où le Parti communiste est le plus grand parti.
Aux élections législatives allemandes de mai 1924, il entre au Reichstag comme député de la province de Prusse-Orientale,. Il n'y siège pas longtemps ; la législature ne dure que de mai à décembre, et en décembre 1924 il est élu au Parlement prussien. En 1926 il se range avec l'opposition trotskiste au sein du Parti communiste, par opposition à la ligne officielle staliniste du parti ; la branche du parti à Suhl le suit. Fin 1927, il annonce que le Volksville deviendra à l'échelle nationale le journal du mouvement trotskiste, et il est exclu du Parti communiste. Il co-fonde alors le Leninbund, parti communiste dissident, avec notamment Ruth Fischer, Werner Scholem et Hugo Urbahns. Au printemps 1928, il adhère à nouveau au SPD,.
Après l'arrivée au pouvoir des nazis en 1933, il est placé sous surveillance policière. Il prend néanmoins la tête d'un mouvement de résistance social-démocrate à Suhl. Sous couvert d'une association de randonneurs, il rencontre régulièrement d'autres résistants, et leur transmet notamment des informations obtenues en écoutant les émissions radio des forces alliées. Il coopère avec l'ancien député social-démocrate Paul Voigt, et établit des liens avec la résistance communiste,. Dénoncé par un informateur, il est arrêté par la Gestapo avec quarante-six autres résistants allemands en septembre 1943. Il est incarcéré à Weimar, et condamné à mort en janvier 1945. Le 4 avril, alors que l'armée américaine se rapproche de Weimar, les cent-cinquante-six prisonniers politiques de la Gestapo à Weimar sont  emmenés en forêt de Webicht, où ils sont assassinés par les SS tôt le matin du 5 avril,. Son fils Karl Heym, né en 1902 et également membre de la résistance social-démocrate, est arrêté en juin 1944 mais parvient à s'évader et survit à la guerre.
Plusieurs rues de Thuringe sont nommées en la mémoire de Guido Heym en 1946, mais sont débaptisées par les autorités communistes d'Allemagne de l'Est à partir de 1949. Après la chute du communisme, une plaque commémorative en l'honneur de Guido Heym est apposée à l'hôtel de ville de Suhl. Il est par ailleurs l'un des anciens députés commémorés par le Mémorial en souvenir des 96 membres du Reichstag assassinés par les nazis, devant le palais du Reichstag.